# Kidaru
Kidaru è una circoscrizione rurale (rural ward) della Tanzania situata nel distretto di Iramba, regione di Singida. Conta una popolazione di 9 727 abitanti (censimento 2012).